# Bucsu
Bucsu (németül: Butsching) község Vas vármegyében, a Szombathelyi járásban.

## Fekvése
Szombathelytől mintegy 10 kilométerre nyugatra, az Arany-patak két oldalán, közvetlenül az osztrák határ mellett fekszik.
A szomszédos települések a határ magyar oldalán: észak felől Bozsok, északkelet felől Perenye, kelet felől Gencsapáti, délkelet felől Torony, dél felől Dozmat, délnyugat felől pedig Narda; közigazgatási területe kelet-délkeleti irányból egy rövid szakaszon még Szombathely határszélével (Szünösemajor külterületi városrésszel) is érintkezik. Nyugat és északnyugat felől a két legközelebbi település a már Ausztriához tartozó Csajta (Schachendorf) és Rohonc (Rechnitz).

### Megközelítése
A községet érinti a Szombathelyről Ausztria felé vezető 89-es főút, így ez a legfontosabb közúti elérési útvonala. Központján a 8717-es út vezet végig, Szombathely Olad városrészével a 87 133-as számú mellékút köti össze; közigazgatási területét érinti még a Pornóapátitól idáig vezető 8714-es út és a 8901-es út (a 89-es főút régi, az útjába eső településeken még átvezető nyomvonala) is.
Vasútvonal ma már nem érinti, 1959 előtt azonban itt vezetett el a Szombathely–Pinkafő-vasútvonal, melynek egy megállóhelye is volt a községben (Bucsu megállóhely).

## Nevének eredete
Neve a magyar Bulcsú személynévből ered és valószínűleg Bulcsú horka nevét viseli, akinek nyári szállásterülete lehetett.

### Idegen nyelvű elnevezései
Bucsu német neve Butsching. Horvátul két neve van: a felsőcsatári horvátok Bučurának, a horvátzsidányiak Bučának hívták.

## Története
1236-ban Bulchu néven említik először.  Határában római vízvezeték húzódik, mely a Kőszegi-hegységből Bozsokról és Rohoncról szállította a vizet a közeli Sabariába. Templomának alapjai 14. századiak. 1433-ban BwlchW, 1485-ben Bwcsw alakban említik.
Vályi András 18. század végi leírása alapján "BÚCSÚ. Bucsa, Bucsina. Elegyes magyar falu Vas Vármegyében, birtokosai külömbféle Urak, fekszik Szombathelytöl egy, és 3/4. mértföldnyire, Kőszögtöl pedig 281két, és 1/4. mértföldnyire, ’s Vajda Uraságnak kastéllyával díszesíttetik, lakosai katolikusok, határja jó termésű, minden féle vetésekre nézve, ’s javai is külömbfélék; szőleje ugyan nintsen; de vagyonnyainak eladására jó alkalmatossága lévén, első Osztálybéli."
Fényes Elek 19. századi leírása alapján "Bucsu (Butsing), magyar falu, Vas vmegyében, Szombathelyhez 1 mfd. a kőszeghi országutban, 429 kath., 6 evang., 28 zsidó lak., több csinos urilakkal. Róna határa szép buzát terem; erdeje van; szőlőt a rohonczi hegyen tartanak. F. u. Szabó, Szél, Vajda, s más közbirtokosok."
1898-ban Magyarország monográfiájában így írnak: "Bucsu csinos, szép fekvésű magyar község 82 házzal és 575 r. kath. és ág. ev. lakossal. A szombathely-pinkafői vasutvonal megállóhelye. Van postája, távirója pedig Rohoncz. A községben több csinos urilak van és pedig Széll Ödöné, mely a régi magyar urilakok mintájára e század elején épült, Szabó Ernő volt szombathelyi polgármesteré, özv. dömötöri Németh Jánosnéé és Szabó Sándoré."
1910-ben 640 lakosa volt.
A település nevezetessége és egyben műemléke a Szent Mihály római katolikus templom.
Az Arany-patak menti egyutcás-soros-szalagtelkes szerkezetű falu orsószerűen szélesedő középrészén, két házsor közötti szigeten, a Rohonczi út 8. szám alatt áll a 13. századi plébániatemplom, amelyet 1756-ban még temető övezett. A 17. században az evangélikusok, majd 1673-tól a katolikusok használják. Egyhajós, szentélye a hajónál keskenyebb, félköríves záródású. Tornya a bejárat felett áll, előtte a belépő későbbi toldásként készült. A templom belsőben középkori részletek találhatók.
Mai berendezése a 18. századot idézi. A főoltár négyzet keresztmetszetű pillérekkel kialakított, az oszloprenden Nepomuki Szent János, Szent József, Szent Antal a gyermek Jézussal, Loyolai Szent Ignác barokk szobrai állnak. A szószék copf stílusú, a mellékoltár barokk.
A templom kutatás nélküli külső tatarozására 1957-ben került sor. A belső festése 1968-ban készült, a padok cseréje ezt követően történt meg. Az új liturgikus tér bútorai, továbbá az örökmécs, a diadalívre szerelt pajzs Dominek György munkája.
1888. december 12-én nyitották meg az egykor a településtől délre fekvő Szombathely–Pinkafő helyiérdekű vasútvonalat. Mivel a vasútépítéshez Rohonc települése jelentősen hozzájárult, a nyomvonal Bucsuhoz is közelebb került. A vasút a jelentőségét 1953. március 1-jétől veszítette el, ekkor szűnt meg a határátmenet. A forgalom a vonal magyar szakaszán 1960. január 1-jéig maradt fent, napi 5 járattal, később a pályát felszedték. A vasútvonal emlékét a volt vasútállomás felújított épülete őrzi.
A település a második világháborút követően elvesztette Rohonc és Bozsok felé a közúti közlekedési kapcsolatát. Az 1990-es évek elején a közúti kapcsolat Bozsok felé helyre lett állítva. Rohonc felé hiányzik magyar oldalon 300 m hosszú út kiépítése. 1976-ban közúti határátkelőhely nyílt Csajta felé a településtől délnyugatra.
A II. világháború után bevezették a villanyt. 1986-ban elkészült a vízvezeték, 1993-ban a gázvezeték, 2003-ban pedig a szennyvízvezeték épült ki a szombathelyi tisztítóra kapcsolódva.
A 89-es főút településeket tehermentesítő szakaszának megépítésére 2005-ig kellett várni, a falu határában 2 felüljáró és egy különszintű csomópont is létesült. Ezen beruházás keretében került sor a római kori vízvezeték bemutatására is. 2007-ben, a Schengeni egyezményhez való csatlakozással, a határátkelőhely jelentősége megszűnt.

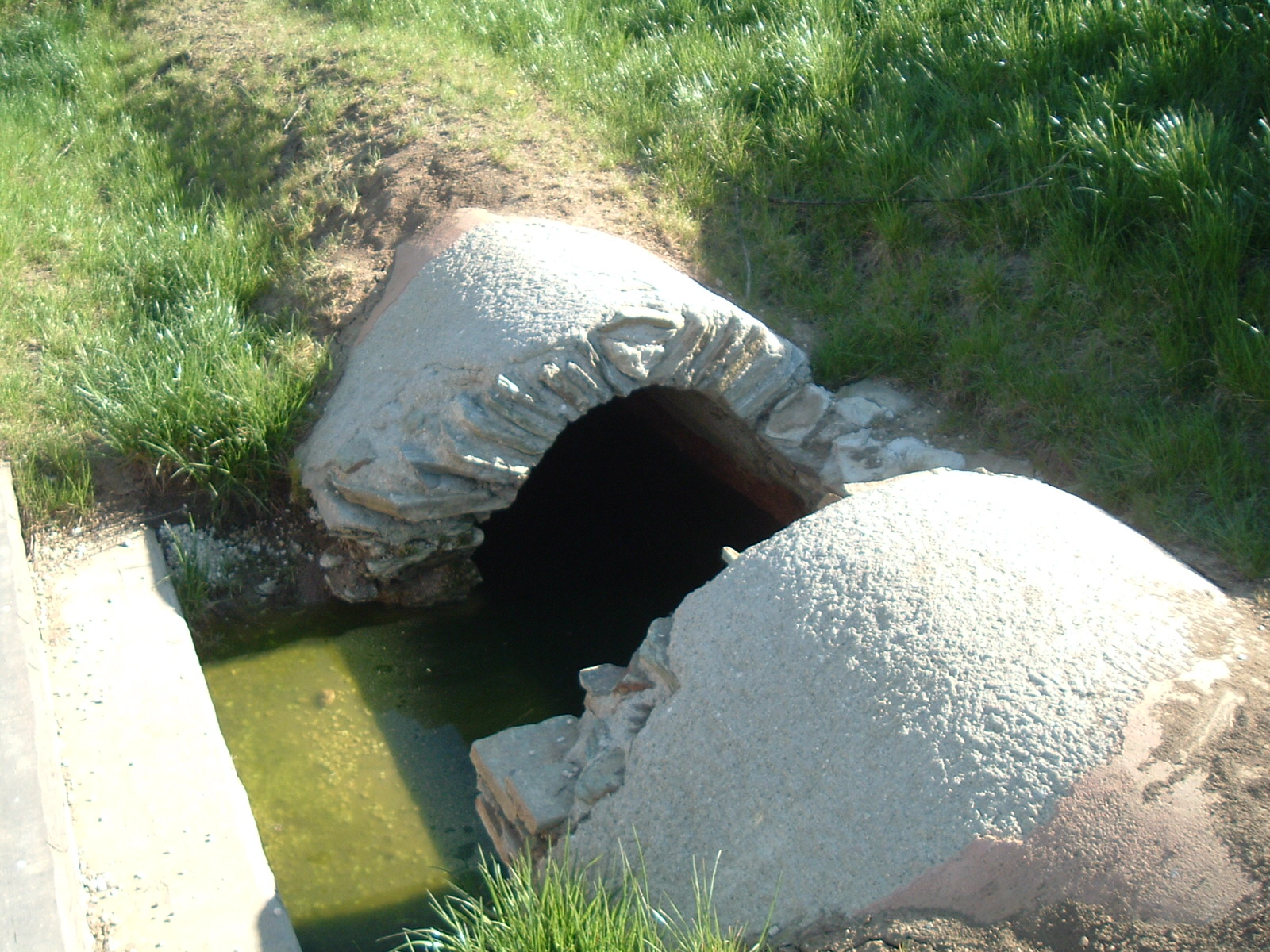
Az ókori Sabariát ellátó római vízvezeték feltárt része Bucsu külterületén

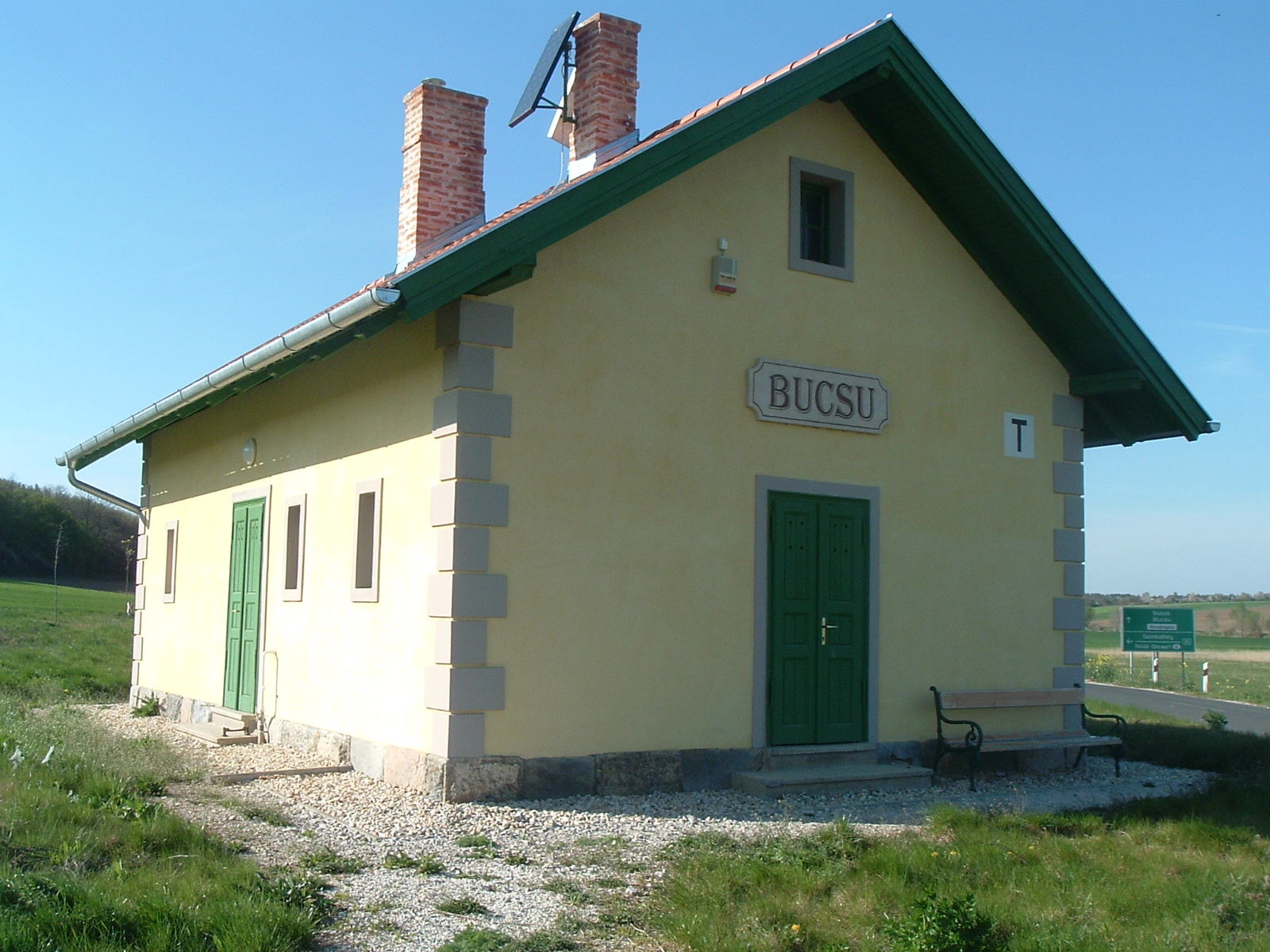
Az egykori pinkafői vasútvonal helyreállított vasútállomása Bucsuban

## Közélete

### Polgármesterei
- 1990–1994: Horváth József (FKgP-KDNP-SZDSZ)[11]
- 1994–1998: Horváth József (független)[12]
- 1998–2002: Horváth József (független)[13]
- 2002–2006: Paulovics János (független)[14]
- 2006–2010: Paulovics János (független)[15]
- 2010–2014: Horváth Tímea (független)[16]
- 2014–2019: Horváth Tímea (független)[17]
- 2019–2024: Gál Sándor (független)[18]
- 2024– : Gál Sándor (független)[1]

## Népesség
A település népességének változása:
| Lakosok száma | 543  | 558  | 565  | 580  | 581  | 581  | 596  |
|               | 2013 | 2014 | 2015 | 2021 | 2022 | 2023 | 2024 |

A 2011-es népszámlálás során a lakosok 95%-a magyarnak, 2,4% németnek, 1,4% horvátnak, 0,5% románnak mondta magát (4,7% nem nyilatkozott; a kettős identitások miatt a végösszeg nagyobb lehet 100%-nál). A vallási megoszlás a következő volt: római katolikus 79,8%, református 1,7%, evangélikus 1%, felekezet nélküli 7,3% (10% nem nyilatkozott).
2022-ben a lakosság 91,9%-a vallotta magát magyarnak, 1,7% németnek, 1,2% cigánynak, 1% horvátnak, 0,9% ruszinnak, 0,2-0,2% örménynek, bolgárnak, ukránnak és románnak, 1,2% egyéb, nem hazai nemzetiségűnek (7,4% nem nyilatkozott; a kettős identitások miatt a végösszeg nagyobb lehet 100%-nál). Vallásuk szerint 60,1% volt római katolikus, 1,2% református, 0,5% evangélikus, 1,5% egyéb keresztény, 1,7% egyéb katolikus, 6% felekezeten kívüli (28,7% nem válaszolt).

## Nevezetességei
- Mihály arkangyal temploma 14. századi eredetű, a 18. században barokkizálták.
- A római vízvezeték feltárt maradványa.
- Az egykori bucsui vasútállomás épülete.
- Széll Ödön urilaka (volt határőrség)
- Szabó Ernő-féle úrilak
- Vashegy kerékpáros út[21]

## Híres emberek
Innen származik a Széll család, a falunak Széll-kastélya is van. Bucsu sok hires embert adott a hazának, pl. Széll Kálmán miniszterelnököt (1843-1915), a bucsui Széll József fiát, és unokáját, Széll József belügyminisztert (1880-1956), valamint a bucsui születésű Hertelendy Anna, unokáját, Deák Ferencet, a haza bölcsét.

## A település az irodalomban
Bucsu (a szomszédos Bozsokkal és Rohonccal együtt) érintőlegesen említésre kerül Szamos Rudolf Kántor nyomoz című bűnügyi regényében: négy alkalommal is ezen a tájon szökött át az osztrák-magyar határon a legendás nyomozókutya életét bemutató kötet egyik bűnöző (embercsempész) szereplője, akit végül a negyedik határsértése után, a vépi vasútállomáson sikerült elfogni.